# Fritz Fuhrken

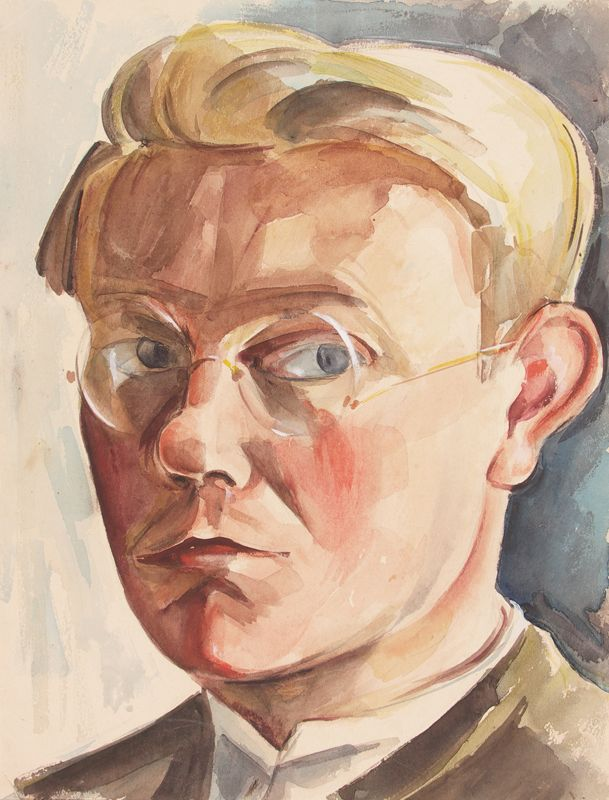
Fritz Fuhrken, Selbstporträt, ca. 1926

Fritz Fuhrken (* 31. Juli 1894 in Nadorst bei Oldenburg; † 19. Juli 1943 in Hesdin, Nordfrankreich) war ein expressionistischer Maler und Grafiker.

## Biografie

### Kindheit und Jugend
Fritz Fuhrken wurde als Ältester von fünf Kindern in Nadorst, heute Stadtteil von Oldenburg, geboren. Sein Vater wurde als Lehrer mehrfach versetzt. Dadurch verbrachte Fuhrken seine Kindheit zunächst in Nadorst, dann in Munderloh/Gemeinde Hatten und schließlich ab seinem sechsten Lebensjahr in Stickgras/Gemeinde Hasbergen, heute Delmenhorst.
1901 wurde er bei seinem Vater eingeschult. Nach acht Jahren in der Schule Stickgras, besuchte er ab 1909 das sechsjährige Bremer Lehrerseminar. Fuhrken, der sich bereits mit 17 Jahren (1911) für die Jugendbewegung und den Wandervogel interessierte, gründete 1911 die Stickgraser Wandervogelgruppe „St.W.V. von 1911“ und illustrierte das Fahrtenbuch mit Federzeichnungen. „Der Wandervogel ist eine Emanzipationsbewegung der bildungsbürgerlichen Jugend, die heraus will aus den Zwängen der wilhelminischen Gesellschaft, hinein in die Natur: Wie einst die Romantiker aquarellieren und zeichnen die Wandervögel auf ihren Fahrten“, berichtete Regina Gramse während des Vortrags 2005 in der Städtischen Galerie Delmenhorst Haus Coburg.
Erste druckgraphische Arbeiten, noch dem Jugendstil verpflichtet, entstanden im Alter von 19 bis 21 Jahren (zwischen 1913 und 1915).

### Als Soldat im Ersten Weltkrieg

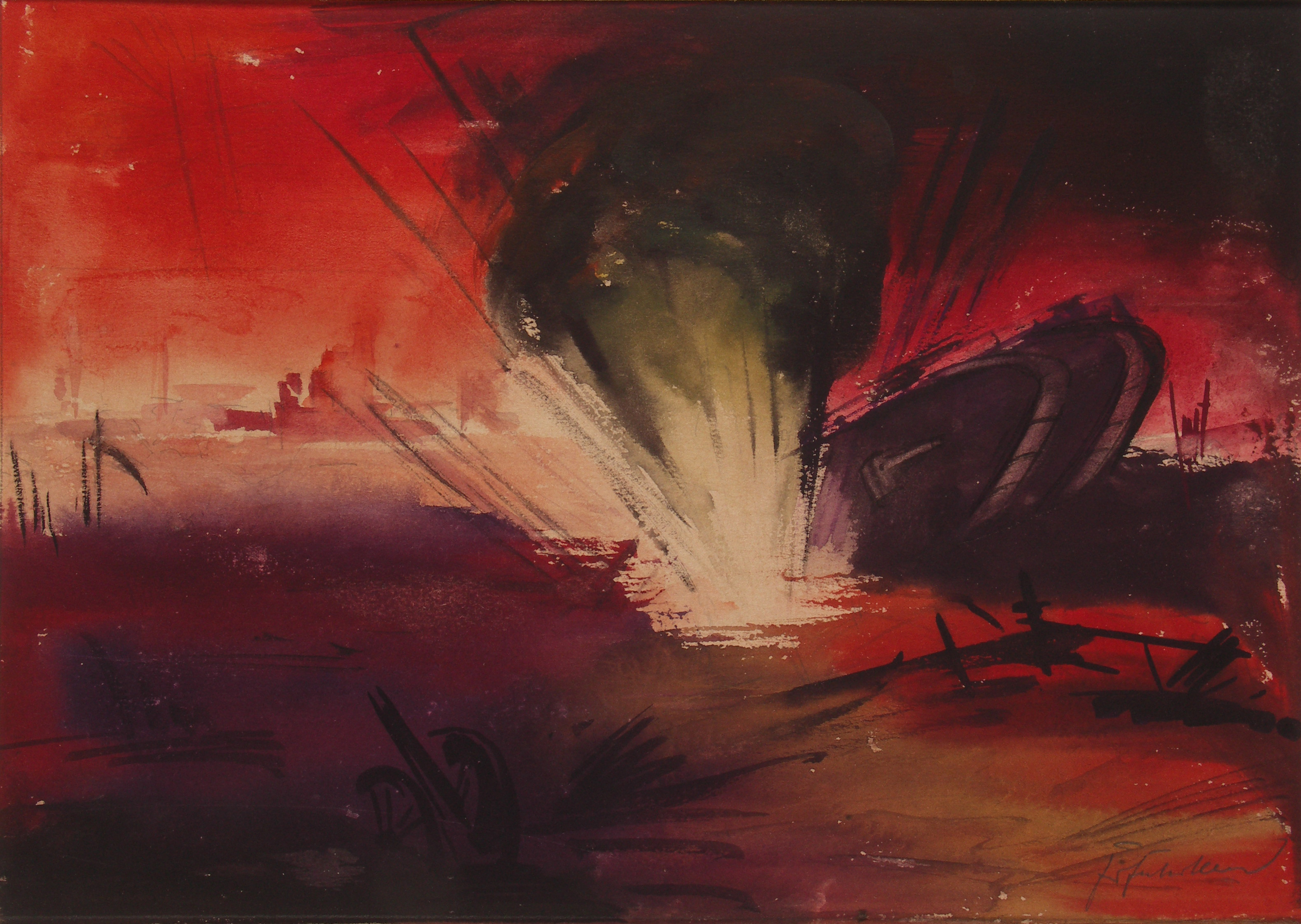
Fritz Fuhrken: Englische Panzeroffensive vom 8. August 1918 bei Amiens/Somme und Tag der Gefangennahme. Aquarell entstand 1918 im Camp Colsterdale/Yorkshire.

Nach Ausbruch des Ersten Weltkrieges wurde das Lehrerexamen am Seminar in Bremen um ein halbes Jahr vorverlegt. So konnten sich die Absolventen als Kriegsfreiwillige melden, unter ihnen auch Fritz Fuhrken. Aus gesundheitlichen Gründen wurde er zunächst zurückgestellt, dann aber doch eingezogen und im November 1915 in den Osten abkommandiert. Bis Dezember 1917 stand er als Infanterist an der russischen Front in Galizien und Wolhynien in vorderer Schusslinie und blieb unverletzt. Die Anreise in den Krieg und den Einsatz an der Front begleitet er in Tagebuchaufzeichnungen und Skizzen. Fuhrken wurde zum Regimentszeichner ernannt und war unterwegs, auch mit dem Pferd, um die Topographie der Frontlinien zu erkunden. „... Ich bin Regimentszeichner geworden. ... Ich werde wenig kontrolliert, zeichne besonders schön, sogar diesmal alles in Federzeichnung. Nebenbei fertige ich auch Federzeichnungen für meine eigene Mappe an, denn die Landschaft ist bergig und schön. ...“ Auch war es ihm möglich, mit einem Meisterschüler von Arthur Kampf gemeinsam zu malen. Im Dezember 1917, nach dem Sturz der Zarenregierung und dem Abflauen der Kämpfe im Osten, wurde Fuhrken an die Westfront verlegt und geriet am 8. August 1918 an der Somme bei Amiens, ca. zwei Kilometer südlich von Cerisy-Gailly, Gemeinde Mericourt-sur-Somme, in englische Kriegsgefangenschaft.

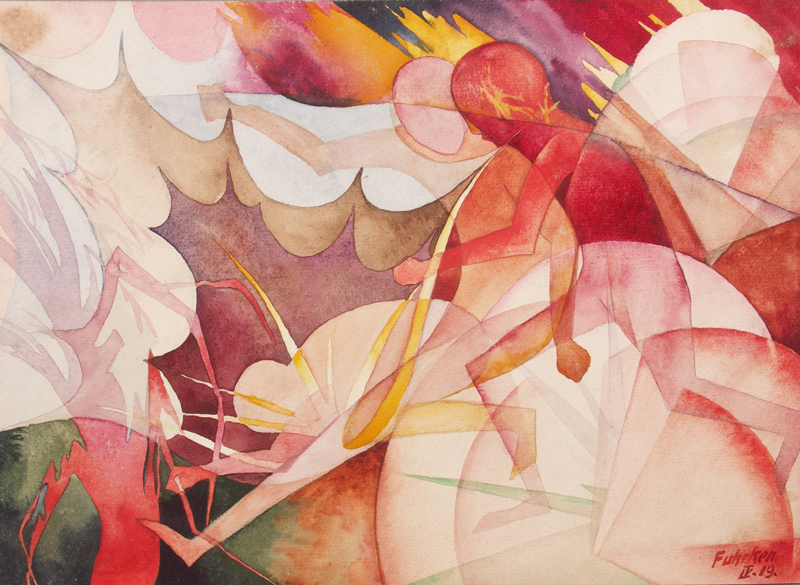
Fritz Fuhrken: Im Granatfeuer, Kämpfe an der Somme 1918. Aquarell (Futorismus) entstand im April 1919, Camp Colsterdale/Yorkshire.

### Die Zeit der Gefangenschaft im Kreis expressionistischer Künstler in England
Fritz Fuhrken verbrachte ab dem 19. August 1918 eine 15-monatige Gefangenschaft in Großbritannien, Yorkshire, im Gefangenenlager Colsterdale/Masham, einem privilegierten Lager für Offiziere, in dem nicht gearbeitet werden musste. Es entwickelte sich ein reger kultureller Austausch untereinander (Kunst, Musik, Rezitationen, Vorträge aber auch Fortbildung in Fremdsprachen). Hier entstand bei Fuhrken ein eigenständiges künstlerisches Werk (Aquarelle, Federzeichnungen und Holzschnitte), das die Bezeichnung Colsterdaler Expressionismus erhielt. Angeregt wurde er besonders durch ebenfalls im Lager anwesende namhafte Künstler, aber auch durch die Begegnung mit Arbeiten des Deutschen Expressionismus.
In einem Brief an seinen Künstlerkollegen Georg Philipp Wörlen schreibt er 1922: „Viel Anregung durch Otto Nebel in Colsterdale“. Otto Nebel (1892–1973) hatte während eines Kriegsurlaubes 1916 in der Berliner Galerie Der Sturm eine Franz-Marc-Ausstellung gesehen, die ihn sehr beeindruckt hatte. Dies ist sicher einer der Gründe für die Nähe zum Blauer Reiter im Colsterdaler Expressionismus. Weitere Anregungen erhielt er durch den Kunstpädagogen Erich Parnitzke und den Bocholter Architekten Karl Tangerding (1891–1936), Umfeld Rheinische Expressionisten. Am 15. September 1918 schrieb Fritz Fuhrken aus der Gefangenschaft nach Hause: „Englisch, Französisch und Pädagogik sind die Unterrichtsfächer an denen ich teilnehme, zusammen 10 Stunden wöchentlich. Es finden Vorführungen musikalischer und theatralischer Art statt und Vorträge interessantester Art.“

### Die künstlerische Rezeption seiner frühen Werke
Rainer Stamm, früherer Direktor der Museen Böttcherstraße in Bremen, schreibt im
Allgemeinen Künstlerlexikon (AKL): „Das Erlebnis des 1. Weltkrieges und die Begegnung mit den Werken des deutschen Expressionismus lösen bei Fuhrken 1918/19 ein eigenständiges Werk farbabstrakter Aquarelle im Stil eines dynamischen Kubofuturismus aus. Wieder in der Heimat kam es in den 20er Jahren zu einer Abschwächung der Palette und Beruhigung der Sujets gemäß der zweiten Expressionisten-Generation und Annäherung an die Neue Sachlichkeit.“
Bernd Küster, der frühere Direktor des Landesmuseum für Kunst und Kulturgeschichte in Oldenburg, schreibt:
„Von Wolhynien wurde Fuhrken an die Westfront verlegt, wo sich jenes traumatische Erleben einstellte, das in seinen Bildern aufscheint und verarbeitet wurde in komplexen Kompositionen, die das grausame Geschehen eines Granatfeuers in ein leuchtendes, halb visionäres Bild mit starken komplementären Kontrasten verwandeln. Fritz Fuhrken schrieb rückblickend über seine Zeit in englischer Kriegsgefangenschaft, wo er in die begünstigte Lage kam, seine Kriegserfahrungen malerisch zu verarbeiten: Es sind, wie er 1921 im Rückblick auf die Colsterdaler Zeit schreibt: Romantisch dahinstürmende Bilder. Düster und dunkel ist der Traum, durchzuckt von grellen Blitzen, durchdonnert von rasenden Schlachten. In diesem Zusammenhang formuliert er das entscheidende Wort von den reinen Farben von transzendentaler Bedeutung und den Farbenwerten wie schimmernden Kristallen.“
Barbara Alms, Leiterin der Städtischen Galerie Delmenhorst Haus Coburg, schreibt: „In den farbintensiven, rhythmisch facettierten und dynamisierten Aquarellen seiner Frühzeit, entfaltet sich eine Bildwelt nicht ohne religiöse Innigkeit.“
Etliche seiner frühen Papierarbeiten fanden über den Wuppertaler Sammler Albert Rudolf Ibach, (Klavierfabrik Rud. Ibach Sohn) Eingang in die Sammlung Etta und Otto Stangl in München.

### Bremer Künstlerbund, Neuwerker und die Bremer Kunstgewerbeschule
Ende Oktober 1919 kehrte Fuhrken mit seinem umfangreichen Werk aus der Gefangenschaft nach Delmenhorst-Stickgras zurück und erhielt im Januar 1920 sein erstes Lehramt an der Volksschule Kleine Allee in Bremen. Er wurde als Mitglied des Bremer Künstlerbundes, des Nordwestdeutschen Künstlerbundes sowie der Künstlergruppe Neuwerker um Willy Menz (1890–1969) aufgenommen. Nachmittags bildete er sich in einem Studium über 3 Semester an der Staatlichen Kunstgewerbeschule Bremen in der Grafikklasse von Willy Menz fort.

### Gründung der Künstlergemeinschaft „Der Fels“ (1921–1927)
Fritz Fuhrken schreibt in seinem Skizzenbuch anlässlich seiner ersten Passaureise zu Georg Philipp Wörlen im Herbst 1921 über die Künstlergemeinschaft Der Fels (1921–1927): „Gemeinsames Leid in Yorkshires Gefangenenlagern schmiedete diesen Bund ...“
Gründungsmitglieder waren aus dem Lager Colsterdale Franz Bronstert, Hagen (1895–1967) und Fritz Fuhrken. Weiteres Gründungsmitglied aus dem Nachbarlager Ripon war Georg Philipp Wörlen, Passau (1896–1954).
Erste gemeinsame Ausstellungen der „Drei“ wurden in der engeren Heimat Franz Bronsterts durchgeführt. Die erste im Februar 1921 in Recklinghausen unter dem Namen „Vereinigung ehemaliger Kriegsgefangener Recklinghausen e. V.“ und im Juni des Jahres in Gelsenkirchen unter „Hagener Künstlerbund der Fels“. In einer Anzeige der Kunstzeitschrift Hellweg erschien dann im September 1921 nur noch der Name „Der Fels“. Im April 1922 wurden noch zwei weitere Mitglieder aufgenommen: Reinhard Hilker, Hagen (1899–1961), der später Schüler bei Lyonel Feininger im Bauhaus Weimar wurde und des Weiteren Carry Hauser, Wien (1895–1985), der bis 1922 eine Arbeitsstätte in Hals bei Passau hatte. Hier trafen sich die Felsmitglieder ebenfalls. Eine rege Ausstellungstätigkeit begann in ganz Deutschland sowie in Österreich in Salzburg und Wien. Es erschienen im Eigenverlag durch G. Ph. Wörlen in Passau 7 Folgen von Fels-Mappen mit jeweils einer grafischen Arbeit der Gruppe. Eine letzte 8. Folge erschien 1924 durch Fritz Fuhrken im W. Krieg Verlag Leipzig.
Aus Anlass der Gründung der Künstlergemeinschaft „Der Fels“ vor 100 Jahren zeigt das Landesmuseum für Kunst und Kulturgeschichte Oldenburg im Jahr 2021 eine Sonderausstellung.

### Kontakt zu Alfred Kubin und die Passau-Lithographien

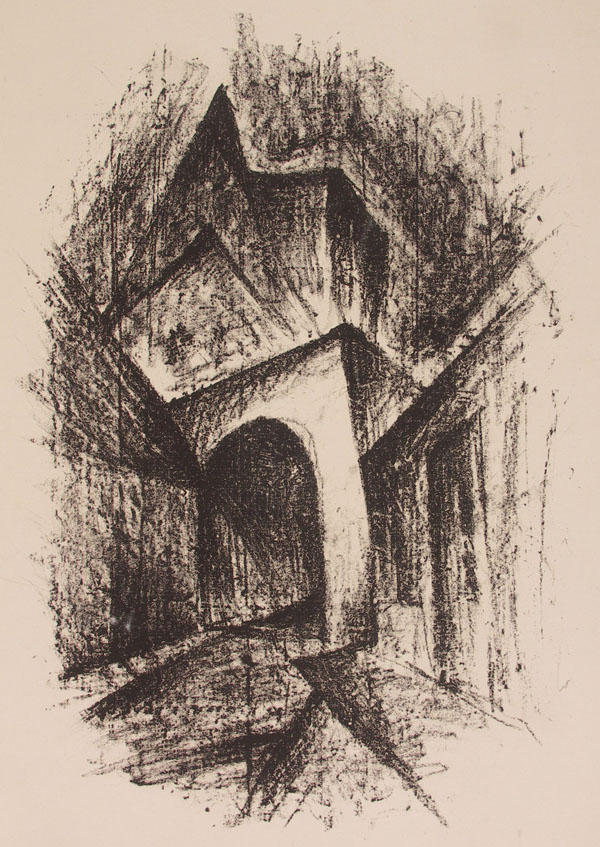
Fritz Fuhrken: Stadttor Passau 1921, Lithographie, Schwarzkreide.

Alle Mitglieder der Künstlergemeinschaft „Der Fels“ bekamen durch das Mitglied Wörlen in Passau Kontakt zu Alfred Kubin, der im benachbarten Wernstein am Inn (Oberösterreich), Schloss Zwickledt, lebte. Fuhrken schreibt am 7. Oktober 1921 aus München, auf der Rückreise seines ersten Besuches bei Wörlen in Passau, an seine Verlobte Ada Bors über den Kubinbesuch: „Der wundervolle Spaziergang zu ihm über die Grenze aus Passaus malerischen Gassen und Toren heraus, über den reißenden, gelben Inn, durch herrlichste Innuferlandschaften es war einzig … Ich bin ja dem Kubin im Innersten so sehr verwandt, jedenfalls in meinen graphischen Dingen!..Ich plane 12–15 Lithos, Selbstverlag, betitelt: Passau, Oberösterreich (ein Besuch bei Kubin). Er ist ein geheimnisvoller Dunkelmensch, Expressionist, wie ich es bin, seit etwa 1900, 1905 schon! Geheimnis ist er, seine Umgebung, seine Einrichtung, das eigenartige Dornröschen-Schlösschen am versteckten Bergeshange, sein seltsamer Zugang durch den unmöglichen Garten!“
Regina Gramse, Bremen, schreibt im Ausstellungskatalog von 1994: „Bis ca 1925 ist in den Arbeiten Fuhrkens eine ‚Vertiefung in die gefühlsverwandte große Kunst Alfred Kubins‘“ (Zitat des Künstlers aus einem Lebenslauf in der Kunsthalle Bremen) „spürbar, aber weniger durch konkrete formale oder thematische Anleihen, als durch die zauberische Atmosphäre. So ist viel von Kubin in seinem Blick auf die Stadt Passau: In einer Folge von Lithographien verdichtet er Motive der Stadt zu architektonischen Figurationen mit einer dunklen und fast surrealen Stimmung. So sehr das Atmosphärische dieser Blätter an Alfred Kubin erinnert, so selbständig sind die Arbeiten im Formalen.“

### Freundschaften zu Otto Modersohn und Fritz Stuckenberg
Am 17. Juli 1922 heirateten Fritz Fuhrken und Ada Bors (1902–1979). Die Hochzeitsreise führte zu Georg Phillip Wörlen nach Passau. Wohnort war für die nächsten zwei Jahre Delmenhorst, Cramerstraße 166, bei den Eltern von Ada Fuhrken. Es entwickelte sich eine lebenslange, sehr persönliche Freundschaft zu Otto Modersohn mit regelmäßigen Besuchen der Familie Modersohn in Fischerhude und Ada und Fritz Fuhrken in Bremen, wohin sie 1924 in die Mainstraße und später in die Friedrich-Wilhelm-Straße verzogen waren. Im gleichen Jahr entstand ebenfalls eine Freundschaft zu Fritz Stuckenberg (1881–1944), der 1921 nach Delmenhorst zurückgekehrt war. Fuhrken schätzte das Urteil Stuckensbergs zur Kunst der Künstlergruppe Der Fels sehr. Als Gast stellte Stuckenberg später auch mit der Gruppe aus.

### Kunstakademie Kassel und Ausbildung zum Zeichenlehrer
Mit einer Ausbildungsempfehlung des Direktors der Kunsthalle Bremen, Emil Waldmann, setzte Fritz Fuhrken seine künstlerischen Ambitionen mit einem Studium an der Kunstakademie Kassel von 1925 bis 1927 fort. Von diesem Ziel schrieb er schon aus der Gefangenschaft in England 1919 nach Hause. Seine Lehrer waren die Professoren Michel, Düllberg und Kay Heinrich Nebel(1888–1953) und in der Malklasse Curt Witte (1882–1959), bei dem er Meisterschüler wurde. Nach dem akademischen Zeichenlehrerexamen folgte ein Lehramt als Zeichenlehrer an der Deutschen Oberschule für Knaben und Realschule beim Doventor in Bremen. Mit seinen Schülern trug er eine beachtliche Sammlung von Bodenfunden in Bremen zusammen, die den Direktor des Bremer Focke-Museums, Ernst Grohne, 1940 zu einer Jahresschrift veranlasste. Mit dem Besuch der Akademie endete bei Fuhrken die Zeit der romantisch-expressiven Bildwelt. Es entflammt eine Begeisterung für die Wegbereiter der Moderne, Vincent van Gogh und Paul Cézanne. Sein künstlerischer Weg führte über die Neue Sachlichkeit zu einer versachlichten Bildwelt. In seinen Landschaften entwickelte sich ein expressiver Pinselduktus mit fast autonomer Wirkung der Farben. Seine Motive fand er vornehmlich in der norddeutschen Heimat und in Alltagsdingen, aber auch auf Reisen durch ganz Deutschland, Frankreich und Norwegen. Ein Malaufenthalt folgte 1936 in der ehemaligen Künstlerkolonie Dötlingen und im Sommer 1939 ein letzter intensiver Malaufenthalt in Kloster auf der Insel Hiddensee.

### Zweiter Weltkrieg und Tod.
Im Herbst des Jahres 1939 wurde Fritz Fuhrken in den Zweiten Weltkrieg einberufen. Wie schon im Ersten Weltkrieg kam er zuerst nach Russland und dann nach Frankreich. Während der gesamten Kriegszeit entstanden dokumentarische Skizzen und Zeichnungen der Landschaft oder Zeichnungen zu Kriegszerstörungen.
Regina Gramse berichtete in ihrem Vortrag 2005 in der Städtischen Galerie Delmenhorst Haus Coburg: „Fuhrken hat auch im 2. Weltkrieg die Stationen seiner Zwangsreise dokumentiert. Seine Briefe handeln immer wieder von seinen Arbeiten, von Materialbeschaffungen, von Verlusten, wie im Oktober 1942, wo Sud aus einem Ofenrohr auf seine schönsten 3 Aquarelle tropft oder von Sendungen, die auf dem Weg nach Hause verloren gingen.“
Als Angehöriger der 6. Armee erlebte Fuhrken im Januar 1943 die Vernichtung seiner Kompanie am Rande von Stalingrad. Die Überlebenden wurden weiter in Nordfrankreich eingesetzt. Dort erfuhr Fuhrken von der Vernichtung seines Zeichensaales in der Schule am Doventor durch Bomben. Zur Regelung von Bombenschäden an seiner eigenen Wohnung in Bremen erhielt er einen 14-tägigen Kriegsurlaub, von dem er am 30. Juni 1943 ins Feld zurückkehrte. Am 18. Juli 1943 wählte er in Hesdin, im Departement Pas-de-Calais, den Freitod. Der eng mit ihm befreundete Divisionspfarrer Emil Heiler, der ihn auf langen Spaziergängen noch kurz vor seinem Tod begleitet hatte, schrieb am 23. Juli 1943 an Ada Fuhrken: „Das ist ganz sicher für mich: Er litt unter dem grauenvollen Krieg. Der Krieg hat ihn getötet, innerlich totgeschlagen“. Heute liegt Fritz Fuhrken auf dem deutschen Soldatenfriedhof in Bourdon, 21 Kilometer nordwestlich von Amiens, im Departement Somme. Fuhrken geriet im Ersten Weltkrieg genau in diesem Gebiet während der englischen Panzeroffensive an der Aisne/Somme in Gefangenschaft.

## Ausstellungen

### Einzelausstellungen
- 1921: Oldenburg, Lappan
- 1923: Bremen, Kunsthandlung Storm
- 1930: Bremen, Bremer Künstler: Fritz Fuhrken mit 36 Arbeiten, Kunsthalle Bremen
- 1932: Bremen, Bremer Künstler: Fritz Fuhrken Extrasaal mit 45 Arbeiten, Paula-Becker-Modersohn-Haus
- 1933: Delmenhorst, Fritz Fuhrken, Kunstschau Kleine
- 1983: Delmenhorst, Erinnerungen an ein bedeutendes Lebenswerk, Städtische Galerie Haus Coburg
- 1994: Delmenhorst, Retrospektive Fritz Fuhrken 1894–1943 (Katalog), Städtische Galerie Haus Coburg
- 2002: Jaderberg, Fritz Fuhrken – Norddeutsche Landschaften, Künstlerhaus Jan Oeltjen

### Gemeinschaftsausstellungen
- 1921: Neuwerker: Haus hinterm Schütting, Bremen; Der Fels: Recklinghausen, Hotel Bresser; Gelsenkirchen, Städtisches Museum; Hagen, Museum Folkwang; Münster, Kunstverein im Landesmuseum; Bremen, Kunsthalle; Hagen, Kunstkabinett Kollock
- 1922: Künstlerbund Bremen: Oldenburg, Augusteum; Der Fels: Barmen, Ruhmeshalle; Bremen, Haus hinterm Schütting; Bremen, Graphisches Kabinett Fedelhören; Kunsthalle Bremerhaven; Hamburg, Kunstsalon Maria Kunde; Recklinghausen, Salon Richter; Elberfeld, Kunsthaus Mortsiefer; Kunsthalle Düsseldorf; Wien, Kunstsalon Würthle; Staatsgalerie Salzburg; Pfalzgalerie Kaiserslautern; Berlin, Salon Heller
- 1923: Der Fels: Essen, Werkbundhaus; Oldenburg, Kunstsalon Lappan Oncken; Barmen, Ruhmeshalle; Ulm, Hermelin Verlag; Berlin, Salon Heller; Kunsthalle zu Kiel; Barmen, Kunsthalle; Hamburg, Graphisches Kabinett Kunde; Neuwerker: München, Galerie Hans Goltz
- 1924: Der Fels: Wien, Landesmuseum; Wien, Kunstsalon Würthle; Elberfeld, Museum; Neuwerker: Wiesbaden, Neues Museum; Hamburg, Kunstsalon Maria Kunde; Worpsweder Künstler: Worpswede, Kunstschau Philine-Vogeler-Haus; Künstlerbund Bremen: Bremen, Kunsthalle
- 1925: Künstlerbund Bremen: Bremen, Haus hinterm Schütting; Bremen, Kunsthalle; Der Fels: Kaiserslautern, Pfalzgalerie; Gelsenkirchen, Städtisches Museum; Essen, Kunstsalon Bädeker; Neuwerker: Kunstmuseum Düsseldorf
- 1926: Der Fels: Kassel, Salon Messing; Essen, Salon Bädeker; Hamburg, Salon Maria Kunde; Wien, Kunstsalon Würthle; Eisenach, Kunstsalon Messing; Kunstverein Kassel: Kassel, Hessische Künstler und Gäste; Goethebund Delmenhorst: Delmenhorst, Delmenhorster Künstler; Neuwerker: Bremen, Salon von Halem
- 1927: Der Fels: Bochum, Städtische Galerie; Kassel, Kunstakademie; Künstlerbund Bremen: Bremen, Kunsthalle
- 1929: Bremer Künstler: Bremen, Paula-Becker-Modersohn-Haus
- 1932: Bremer Künstler: Bremen, Paula-Becker-Modersohn-Haus, Fuhrken mit 36 Arbeiten
- 1933: Bremer Künstler: Bremen, Paula-Becker-Modersohn-Haus; Worpsweder Künstler: Worpswede, Kunstschau Philine Vogeler
- 1936: Worpsweder Künstler: Worpswede Kunstschau Philine Vogeler; Künstlerbund Bremen: Bremen, Künstlerhaus Bremen
- 1987: Künstlerausstellung Wildeshausen des Landkreises Oldenburg: Wildeshausen
- 1991: Der Fels: Künstlergemeinschaft 1921–1927, Passau, Museum Moderner Kunst
- 1999: Die graphische Sammlung: Städtische Galerie Delmenhorst Haus Coburg
- 2000: Die Weser 1800–2000: Wanderausstellung Wilhelmshaven, Nordenham, Minden, Bremen-Vegesack
- 2008: Der Erste Weltkrieg und die Kunst: Landesmuseum für Kunst und Kulturgeschichte Oldenburg Augusteum
- 2009: Werke der Sammlung Gerhard Schneider: Salzburg Museum; Altenburg, Lindau-Museum; Bayreuth, Kunstmuseum
- 2009: Georg Philipp Wörlen und die Künstlergruppe Der Fels: Museum Moderner Kunst Passau
- 2009: Kloster Hude im Spiegel der Zeit: Hude, Ritterhude
- 2010: Entdeckte Moderne, Kunsthalle Jesuitenkirche, Aschaffenburg

## Werke
- Zerstörte Stadt (1918), Sammlung Gerhard Schneider, Aquarell auf Papier
- Abstrakte Farbstudie (1919), Städtische Galerie Delmenhorst Haus Coburg, Inv.Nr. 1109, 315×230, Aquarell auf Papier
- Portrait Huth (1919), Städtische Galerie Delmenhorst Haus Coburg, Inv.Nr. 1108, 1919, 315×225, Aquarell auf Papier
- Salambo. Zu Flaubert (1919), Städtische Galerie Delmenhorst Haus Coburg, Inv.Nr. 1110, 305×218, Aquarell auf Papier
- Aus Passau I, Städtische Galerie Delmenhorst Haus Coburg, Inv.Nr. 1072, 420×320, Lithographie
- Kreuzigung (Golgatha), Landesmuseum Oldenburg, LMO 13.958, 400×249, Aquarell auf Papier
- Fabrik (1922), Museum Moderner Kunst Passau, 185×210, Aquarell auf Papier
- Mädchen mit Sonnenblumen (ca. 1925), Städtische Galerie Delmenhorst Haus Coburg, 500×380, Öl auf Pappe